# Divinum illud munus
Divinum illud munus (en español, Aquella divina misión) es la sexagésima tercera encíclica publicada por el Papa León XIII el 15 de mayo de 1897.  En la encíclica, el papa León aborda "el poder residente y milagroso del Espíritu Santo; y el alcance y la eficacia de su acción, tanto en todo el cuerpo de la Iglesia como en las almas individuales de sus miembros, a través de la gloriosa abundancia de sus divinas gracias". Como tal, sirve como uno de los precursores del renacimiento pneumatológico católico del siglo XX.§2

## Antecedentes
El 5 de mayo de 1895, el papa León XIII se dirigió a todos los fieles con el breve Provida Matris, recuerda en él el amor providente de la Iglesia manifestado en el deseo de que en el pueblo cristiano "haya una sola fe en los espíritus, una sola piedad en las obras"; ante la cercanía de Pentecostes el papa recuerda a los apóstoles reunidos tras la ascensión del Señor, "perseverando unánimament en la oración con María, Madre de Jesús". Por esto considera excitar la piedad de los católicos para que en la novena de preparación de la solemnidad de Pentecostes, se dirijan a Dios, insistiendo en la oración: Envía tu Espíritu creador; y renovarás la faz de la tierra.
Además, para aumentar los beneficios que los fieles obtendrán con esta oración, quiere añadir del tesoro de la Iglesia, indulgencias.

Por lo tanto, a todos aquellos que, durante nueve días continuos antes de Pentecostés, dirijan algunas oraciones particulares al Espíritu Santo de forma diaria y devota, ya sea en público o en privado, les concedemos por cada día la indulgencia de siete años y otras tantas cuarentenas; y una indulgencia plenaria por una sola vez en cualquiera de los días mencionados o en el día de Pentecostés o en uno de los ocho días siguientes, siempre que se confiesen y comuniquen la oración a Dios según Nuestra intención, expresada anteriormente. Concedemos también que si alguien, por su piedad, vuelve a rezar con las mismas condiciones en los ocho días siguientes a Pentecostés, puede volver a beneficiarse de las mismas indulgencias. Además, decretamos y declaramos que tales indulgencias pueden aplicarse también como sufragio para las santas almas del Purgatorio, y que duran también para todos los años venideros; sin perjuicio de los requisitos habituales y legales
León XIII, breve Priovida mater

## Contenido
Divinum illud munus quod humani generis causa a Patre acceptum Iesus Christus sanctissime obiit, sicut eo tamquam ad ultimum spectat, ut homines vitae compotes fiant in sempiterna gloria beatae, ita huc proxime attinet per saeculi cursum, ut divinae gratiae habeant colantque vitam, quae tandem in vitam floreat caelestem.
Aquella divina misión que, recibida del Padre en beneficio del género humano, tan santísimamente desempeñó Jesucristo, tiene como último fin hacer que los hombres lleguen a participar de una vida bienaventurada en la gloria eterna; y, como fin inmediato, que durante la vida mortal vivan la vida de la gracia divina, que al final se abre florida en la vida celestial.
Íncipit de Divinum illud munus

Como Jesús explicó, la razón principal de su separación y vuelta al Padre, es los beneficios que recibirían sus discípulos con la venida del Espíritu Santo. Introduce así el papa el tema que va a desarrollar en la encíclica, y que se encuadra en las dos cuestiones que principalmente ha cuidado en su pontificado: restaurar la vida cristiana en la vida pública y fomentar la reconciliación con la Iglesia de los que se han separado de ella. Para cumplir esos objetivos, nada mejor en la víspera de Pentecostés, que tratar de la admirable presencia y poder del Espíritu Santo,.

### El misterio de la Trinidad
Con este fin, en primer lugar trata sobre el misterio de la Santísima Trinidad. El papa señala cómo la Iglesia, al mismo tiempo que afirma la unidad indivisible de la Trinidad, atribuye al Padre las obras divinas en que sobresale el poder, al Hijo, las de la sabiduría y al Espíritu Santo aquellas en que sobresale el amor.  Por esto, tras precisar los actos de adoración y culto debidos a la Trinidad, la encíclica trata del eficaz poder del Espíritu Santo, refiriéndose en primer lugar a la Encarnación de Cristo que, aunque realizada por toda la Trinidad, se atribuye como propia al Espíritu Santo.  

### El Espíritu Santo en la Iglesia
La Iglesia, ya concebida y nacida del corazón mismo del segundo Adán en la Cruz, se manifestó a los hombres por vez primera de modo solemne en el celebérrimo día de Pentecostés con aquella admirable efusión.

Con estas palabras la encíclica comienza la exposición del papel que desempeña el Espíritu de Santo en la Iglesia y en la santificación de las almas. La Iglesia, como medio de salvación debería perdurar hasta el fin de los siglos, y por esto el Espíritu Santo la alimenta y acrecienta, preservándola  del error.. Explica el papa cómo actúa el Espíritu Santo en las almas a través de los sacramentos; la inhabitación en el alma en gracia, aunque corresponde a toda la Trinidad, se atribuye el Espíritu Santo; el hombre justo vive de la gracia y opera por las virtudes, pero el alma se fortalece y sigue más fácilmente las inspiraciones divinas, mediante los siete dones del Espíritu Santo.

### Trato con el Espíritu Santo
Tantos y tan señalados son los beneficios recibidos de la bondad del Espíritu Santo, la gratitud nos obliga a volvernos a El, llenos de amor y devoción.  Seguramente harán esto muy bien y perfectamente los hombres cristianos si cada día se empeñaren más en conocerle, amarle y suplicarle; a ese fin tiende esta exhortación dirigida a los mismos, tal como surge espontánea de nuestro paternal ánimo.
.

Inicia así el papa la última parte de la encíclica, que contiene una exhortación al trato del Espíritu Santo. Empieza, por ello, considerando que es posible que algunos al hablarles del Espíritu Santo podrían contestar como hicieron algunos a San Pablo: que  ni siquiera habían oído hablar de él. En todo caso, es necesario que los párrocos y predicadores  enseñen la doctrina del Espíritu Santo, evitando las cuestiones más complejas, han de recordar los beneficios que de él nos vienen, su presencia en el alma en gracia y, sobre todo,  que 

conviene rogar y pedir al Espíritu Santo, cuyo auxilio y protección todos necesitamos en extremo. Somos pobres, débiles, atribulados, inclinados al mal: luego recurramos a El, fuente inexhausta de luz, de consuelo y de gracia. Sobre todo, debemos pedirle perdón de los pecados, que tan necesario nos es, puesto que es el Espíritu Santo don del Padre y del Hijo, y los pecadores son perdonados por medio del Espíritu Santo como por don de Dios, lo cual se proclama expresamente en la liturgia cuando al Espíritu Santo le llama remisión de todos los pecados.

Como un modo de fomentar esta devoción al Espíritu Santo, recuerda el papa que dos años antes, por medio del breve Provida Matris recomendó para la solemnidad de Pentecostés algunas oraciones al Espíritu Santo por la unidad de la Iglesia. Quiere ahora decretar que, en todas las parroquias y en los demás templos y oratorios a juicio del ordinario, a la fiesta de é preceda aquella novena. Concede además amplias indulgencias a los que asistan a la novena, o impedidos legítimamente para acudir a un templo, hagan privadamente la novena. Además, todos pueden lucrar nuevamente esas misma indulgencias los que,  en privado o en público, renueven las oraciones al Espíritu Santo cada día de la octava de Pentecostés hasta la fiesta inclusive de la Santísima Trinidad.
Termina la encíclica acudiendo a María, esposa del Espíritu Santo, para que con su patrocinio realce nuestras oraciones y se renueven los prodigios que celebró David: Envía tu Espíritu creador, y renovarás la faz de la tierra.